# Исторический формуляр
Исторический формуляр воинской части (корабля) — документ (формуляр), отражающий важнейшие события в жизни и боевой деятельности воинского формирования.

## История
Исторический формуляр воинской части (корабля) ведётся каждой воинской частью (от отдельного батальона и выше), учреждением, которым положено иметь боевое знамя, в соединениях и военно-учебных заведениях. Исторический формуляр ведётся в мирное время с момента сформирования части по установленной (приказ Министра обороны Российской Федерации 1999, № 170) форме в одном экземпляре.

Исторический формуляр ведется в мирное время. В военное время при убытии воинской части на фронт исторический формуляр сдается на временное хранение в штаб округа, отдельной армии по месту дислокации, а вместо исторического формуляра ведётся журнал боевых действий, выписки из которого при переходе на мирное время заносятся в исторический формуляр. Воинские части, не входящие в состав действующей армии, продолжают ведение исторического формуляра и в военное время.
Соединения, воинские части войск противовоздушной обороны, выполняющие боевые задачи за пределами тыловой границы фронтов, ведут журнал боевых действий, выписки из которого по наиболее важным событиям вносят ежемесячно в исторический формуляр, ведение которого не прекращают.— Приказ Министра обороны Российской Федерации № 170, от 23 мая 1999 года.
 В нём излагается история организации строительства и развития воинского формирования, содержатся сведения о его участии в походах, боях, операциях и их результатах, выдающихся событиях мирного времени, характеризующих отвагу, мужество и героизм личного состава, отражается состояние боевой подготовки, воинской дисциплины и воспитательной работы.
В исторический формуляр записываются награды и отличия части, указываются данные о командовании, посещениях членами правительства, лицами высшего военного руководства и иностранными делегациями, заносятся данные о Героях Советского Союза (с 1992 — о Героях России) и военнослужащих, зачисленных в списки навечно или почётными солдатами, с кратким описанием их подвигов, а также количество награждённых орденами, медалями, почётным (именным) оружием и грамотами за период существования части. Описывается также вручение части боевого знамени, указываются сведения о годовых праздниках, изменении дислокации и подчинённости.

Об установлении даты празднования производится соответствующая запись в историческом формуляре воинской части (корабля).— Приложения, Устав внутренней службы Вооружённых Сил Российской Федерации, от 1993 года.
В воинских формированиях, которым не положено вести исторический формуляр, в том числе и в центральных управлениях РВСН, ведётся историческая справка. В ней отражается лишь история организации строительства и развития данного формирования и содержатся сведения о командовании. Основанием для записей в исторический формуляр (справку) являются официальные документы (указы, постановления, приказы, директивы, акты инспекторских проверок, журналы боевых действий и тому подобное). Запись событий производится сразу же после того, как они совершились.
В полку начальник штаба обязан вести исторический формуляр полка.
При расформировании воинской части исторический формуляр передаётся в ту воинскую часть, в которую передаётся боевое знамя, или сдаётся в Центральный архив ракетных и космических войск.